# Rezydent (wywiad)
Rezydent – funkcjonariusz wywiadu kierujący rezydenturą wywiadu za granicą pod przykrywką dyplomatyczną, jeżeli jest to rezydentura legalna.

## Charakterystyka
W zasadzie rezydent, który działa pod przykrywką głównie resortu spraw zagranicznych lub instytucji handlowych i kulturalnych. Może działać np. jako sekretarz ambasady od spraw kulturalnych, nie angażuje się osobiście w działalność wywiadowczą operacyjną rezydentury, ponieważ jest pod stałą obserwacją kontrwywiadu danego kraju, w którym przebywa.
Bardziej skupia się na organizacji inspiracji i kontroli pracy podwładnych, oficerów wywiadu pracujących z rezydentury, oficerów przydzielonych do odpowiednich zadań i pionów, wywiadu politycznego, naukowo-technicznego, analityków, pionu kontrwywiadu zagranicznego w danej rezydenturze.
Utrzymuje on kontakt z centralą za pomocą poczty operacyjnej, kurierskiej itd.
O jego faktycznej roli, jaką odgrywa w ambasadzie i tożsamości zazwyczaj poinformowany jest tylko ambasador lub w przypadku działalności przy konsulacie jest nim konsul generalny.

### PRL i III RP
W przypadku byłego PRL-owskiego wywiadu Służby Bezpieczeństwa MSW, I Departamentu SB MSW, był to kadrowy oficer centrali w stopniu pułkownika, posiadający duże doświadczenie w tajnikach pracy operacyjno-wywiadowczej, oddelegowany za granicę z zadaniem kierowania i rozbudowywania siatki wywiadowczej, którą prowadzi personel rezydentury wywiadu.
W przypadku wywiadu wojskowego jak Służba Wywiadu Wojskowego, lub byłe Wojskowe Służby Informacyjne rezydentami służb wojskowych byli (i są) oficerowie wywiadu wojskowego przy attaché wojskowych. Służą tam attaché wojskowi, lotniczy lub morski. Prowadzą oni bardziej działalność reprezentacyjną, lecz także wywiadowczą, lecz wówczas podlegają pod Attachat wojskowy tylko formalnie, aby chronił ich status dyplomaty przed aresztowaniem (immunitet dyplomatyczny). Formalnie podlegają pod komórki w centrali wywiadu wojskowego.
Przykładem jest ostatni szef PRL-owskiego wywiadu wojskowego Zarządu II Sztabu Generalnego Wojska Polskiego gen. bryg. LWP, gen. dyw. WP; początkowo oficer wojsk lotniczych, Roman Misztal. Od 1957 pracownik II Zarządu SG LWP. Był attaché wojskowym PRL przy ambasadzie PRL w Dystrykcie Kolumbia USA w Waszyngtonie, i Attaché Wojskowym; Lotniczym i Morskim PRL w Ottawie przy Ambasadzie w Kanadzie.

### USA
W Stanach Zjednoczonych jedną z najważniejszych i największych agencji wywiadu zagranicznego jest Centralna Agencja Wywiadowcza. W jej przypadku rezydentura jest nazywana: station (stacja), kieruje ją tak zwany szef stacji (chief of station), który ma pod sobą podobny aparat wsparcia osobowego przez kadrowych pracowników CIA. Ponieważ CIA prowadzi wywiad globalny, jej rezydentury (stacje) składają się z wielu pionów jednostek (sections).